# Кошель Олександр Іванович
Олекса́ндр Іва́нович Ко́шель (нар. 10 лютого 1952 року, с. Смоляж, УРСР, СРСР) — художник, графік.

## Біографічні дані
Народився 10 лютого 1952 року у с. Смоляж Борознянського району Чернігівської області.
У 1971 році закінчив відділення монументально-декоративного оформлення при Львівському інституті прикладного та декоративного мистецтва (викладачами були В. Гордієнко, Й. Ейдельман). 
А у 1972 — Мінське художнє училище при Національній Академії мистецтв Білорусі. 
З 1973 по 1979 рік працював у бюро технічної естетики при головному архітекторі ніжинського заводу «Прогрес» виробничого об'єднання «Арсенал» (м. Ніжин Чернігівська область), а потім — книжковий ілюстратор у київських видавництвах «Дніпро», «Веселка», «Радянська школа» («Освіта»), «А-ба-ба-га-ла-ма-га», «Марка України».
З 1992 по 1998, а потім з 2007 — викладач Ніжинського училища культури і мистецтв. Учасник міських, обласних, республіканських, всеукраїнських, міжнародних художніх виставок з 1979 року. 

## Творчість
Основні галузі — книжкова і станкова графіка, дизайн, плакат, іконопис. У традиціях українського народного живопису відтворював світ природи, психологію дітей. 
За проектами О. Кошеля вирізьблено іконостаси та написані ним ікони для церков Миколаївської (м. Конотоп, 1997), Всіх святих (Ніжин), св. князя Михайла і боярина Федора (Чернігів; усі — 1998).

### Роботи
- «Дніпро»
  - «Арабські прислів’я та приказки» (1981), «Персія» (1984), «Греція» (1985);
- «Веселка» 
  - «Казки народів Югославії» (1983), «Сонячний коровай» (1985), «Турецькі народні казки» (1987), «Ти, малий, скажи малому» (1987; 1990 — французькою мовою), «Диво калинове» (1988) і «Чари барвінкові» (1996) Д. Білоуса, «Наша мова солов’їна» (1990), «Чи я в лузі не калина була» (1991), «Запорожці» І. Нечуя-Левицького (1994)
- «Освіта» 
  - «Кортик», «Бронзовая птица», «Выстрел» (усі — 1989) А. Рибакова, «Дмитрий Донской» О. Бородіна (1990), «Український буквар» (1999)
- «А-ба-ба-га-ла-ма-га» 
  - «Мої улюблені вірші» (1994, співавтор), «Івасик-Телесик» (1997);
- «Марка України» 
  - марочні блоки «Природно-кліматичні зони України», «Сто років з виходу першої марки», «Десять років Спілці держав Причорномор’я», «2000 років Християнському світу», «Церква Андрія Первозванного»; буклети «Україна від витоків», «Скарби музеїв України» (усі — 1999–2004).[1]